# John Goldie
John Goldie (* Ayreshire, 1793 - 1886) fue un botánico, explorador y pteridólogo escocés.
Como explorador botánico, viajó a Canadá, Estado de Nueva York, Rusia; descubriendo especies desconocidas para la época. En 1844, se mudaron a Ontario, a una propiedad que se conocería como «Greenfield», donde la familia fundó primero un aserradero, y luego una molienda de trigo en 1848.

## Primeros años y educación
Goldie nació en Kirkoswald en 1793, hijo de William Goudie y Janet McClure. De adolescente, Goldie había sido aprendiz de jardinero y más tarde fue empleado en el Jardín Botánico de Glasgow, donde acumuló la mayor parte de sus conocimientos de botánica.
Tras estudiar idiomas en la Universidad de Glasgow, Goldie hablaba con fluidez griego, francés y hebreo, aunque nunca llegó a matricularse debido a problemas económicos. Durante su estancia en Glasgow, conoció a James Smith, un conocido botánico y florista local, y comenzó a pasar temporadas en su casa cerca de Minishant. En 1815, el día en que se libró la batalla de Waterloo, Goldie se casó con Margaret, hija de Smith, con quien tendría nueve hijos.

## Algunas publicaciones

### Libros
- 1819. Diary of a journey through Upper Canada and some of the New England states. 65 pp.

## Honores
- Miembro de la «Astronomical Society of Ontario»
- Pertenece al Salón de la Fama de la Región de Waterloo (Ontario)[5]

### Epónimos
Género de pteridófitas
- Goldiana[6]

Especies
- (Crassulaceae) Echeveria goldiana E.Walther[7]
- (Dryopteridaceae) Dryopteris goldiana subsp. celsa W.Palmer[8]

- La abreviatura «Goldie» se emplea para indicar a John Goldie como autoridad en la descripción y clasificación científica de los vegetales.[9]